# رابین هود (فیلم ۲۰۱۰)
رابین هود (به انگلیسی: Robin hood) نام یک فیلم آمریکایی و حماسی به کارگردانی ریدلی اسکات است که بر اساس داستان رابین هود و جنگل شروود ساخته شده است. در این فیلم راسل کرو نقش رابین هود را بازی می‌کند. رابین هود در ۱۴ مه ۲۰۱۰ میلادی در آمریکا منتشر شد.

## بازیگران
- راسل کرو در نقش رابین‌هود. کرو تاکنون در فیلم‌های گلادیاتور ، یک سال خوب ، گانگستر آمریکایی و مجموعه دروغ‌ها با اسکات همکاری کرده است. این فیلم پنجمین همکاری موفق آنهاست.
- کیت بلانشت در نقش دوشیزه ماریان. ماریان معشوقه رابین‌هود است.
- اسکار آیزاک در نقش پرنس جان.
- دنی هاستون در نقش ریچارد شیر دل.
- مارک استرانگ در نقش سر گادفری. نوچه پرنس جان.
- کوین دورند در نقش جان کوچولو.
- لیا سیدوکس در نقش ایزابلا.
- آیلین اتکینز در نقش الینور د آکیتن
- مارک ادی در نقش پدر تاک
- ماکس فون سیدو در نقش سر والتر لوکسکی
- اسکات گریمز در نقش ویل اسکارلت
- متیو مک‌فادین در نقش داروغه ناتینگهام
- ژونتان زکی در نقش فیلیپ
- داگلاس هاج در نقش رابرت لوکسلی
- جرالد مک‌سورلی در نقش والتر فیتز رابرت
- مارک لویس جونز در نقش توماس لانگستراید
- دنیس منشت در نقش آدامار
- جسیکا رین در نقش ایزابل
- استیو اِوِتس

## داستان
در سال ۱۱۹۹ میلادی، رابین لانگ‌استراید به‌عنوان یک کماندار معمولی در ارتش شاه ریچارد شیردل خدمت می‌کند. او که از صلیبیون جنگ سوم بوده، اکنون در محاصرهٔ قلعه شالو-شابرو شرکت دارد. رابین که از جنگ خسته و ناامید شده، زمانی که شاه از او نظرش را می‌پرسد، به‌طور صریح اما ناخوشایند از عملکرد شاه انتقاد می‌کند. این امر موجب می‌شود که رابین و همراهانش، از جمله آلن اَدیِل، ویل اسکارلت و لیتل جان، به زندان بیفتند.
پس از آنکه شاه در جریان حمله به قلعه کشته می‌شود، رابین و یارانش موفق به فرار می‌شوند و از جنگ جدا می‌گردند. آن‌ها با یک کمین مواجه می‌شوند که طی آن گارد سلطنتی انگلیس مورد حملهٔ گادفری، یک شوالیهٔ انگلیسی که با شاه فیلیپ دوم فرانسه برای ترور شاه ریچارد هم‌دست شده، قرار می‌گیرد. رابین و همراهانش با بهره‌گیری از این فرصت خود را به‌جای شوالیه‌های کشته‌شده جا زده و به انگلستان بازمی‌گردند، زیرا نگران هستند که بدون این ترفند توانایی پرداخت هزینهٔ بازگشت را نداشته باشند. پیش از ترک فرانسه، رابین به یک شوالیهٔ در حال مرگ به نام رابرت لاکسلی قول می‌دهد که شمشیر او را به پدرش در ناتینگهام بازگرداند.
با رسیدن به مصب رودخانهٔ تیمز، رابین مجبور می‌شود هویت لاکسلی را حفظ کند تا خبر مرگ شاه ریچارد را به خانوادهٔ سلطنتی برساند. او در مراسم تاج‌گذاری شاه جان حاضر می‌شود. شاه جان با اعمال مالیات‌های جدید و سنگین، فشار بر مردم را افزایش می‌دهد و ویلیام مارشال، صدر اعظم را از مقامش برکنار می‌کند. جان، گادفری را به شمال می‌فرستد تا مالیات جمع‌آوری کند، بی‌آنکه بداند گادفری با استفاده از نیروهای فرانسوی قصد دارد شورش ایجاد کرده و شرایط را برای تهاجم شاه فیلیپ به انگلستان فراهم کند.
رابین و همراهانش به ناتینگهام می‌رسند و پدر سالخورده و نابینای رابرت، سر والتر، از رابین می‌خواهد که همچنان خود را به‌عنوان پسرش معرفی کند تا تاج‌وتخت نتواند املاک خانواده را مصادره کند. بانوی ماریان، بیوهٔ رابرت، ابتدا با سردی با رابین برخورد می‌کند، اما زمانی که او و همراهانش غلات را برای کشت اهالی روستا بازمی‌گردانند، نظرش تغییر می‌کند.
اقدامات گادفری موجب تحریک بارون‌های شمالی می‌شود و آن‌ها برای دیدار با شاه جان به راه می‌افتند. رابین که اکنون به‌جای سر والتر سخن می‌گوید، به شاه پیشنهاد می‌دهد که منشور حقوقی را بپذیرد تا حقوق همهٔ مردم انگلستان تضمین شود و کشورش متحد گردد. شاه که متوجه فریب گادفری شده و برای مقابله با حملهٔ فرانسویان نیازمند ارتش است، موافقت می‌کند. در همین حال، مهاجمان فرانسوی به ناتینگهام یورش می‌آورند. رابین و بارون‌های شمالی برای مقابله با آن‌ها می‌آیند، اما گادفری پیش از آن، سر والتر نابینا را به قتل می‌رساند.
هنگامی که نیروی اصلی فرانسویان حملهٔ خود را به سواحل زیر صخره‌های سفید دوور آغاز می‌کند، رابین ارتش متحد انگلستان را رهبری می‌کند. در جریان نبرد، رابین با گادفری روبه‌رو شده و پس از تلاش‌های گادفری برای کشتن ماریان، او را با یک تیر از راه دور می‌کشد. شاه فیلیپ که می‌بیند نقشهٔ او برای تفرقه‌افکنی در انگلستان شکست خورده، دستور بازگشت می‌دهد. شاه جان که می‌بیند فرانسوی‌ها به‌جای او به رابین تسلیم می‌شوند، احساس خطر می‌کند.
در لندن، شاه جان از امضای منشور سر باز می‌زند و رابین را به‌عنوان یک یاغی اعلام می‌کند که باید در سراسر پادشاهی تحت تعقیب قرار گیرد. کلانتر ناتینگهام این فرمان را اعلام می‌کند و رابین و همراهانش همراه با یتیمان ناتینگهام به جنگل شروود فرار می‌کنند. ماریان از زندگی جدید آن‌ها در جنگل روایت می‌کند و توضیح می‌دهد که آن‌ها در برابری زندگی می‌کنند و به مقابله با بی‌عدالتی‌های پادشاه جان می‌پردازند.